# Coenagrion syriacum
Coenagrion syriacum é uma espécie de libelinha da família Coenagrionidae.
Pode ser encontrada nos seguintes países: Israel, Líbano, Síria e Turquia.
Os seus habitats naturais são: pântanos, lagoas e canais e fossos.
Está ameaçada por perda de habitat.